# Georg Achleitner
Georg Achleitner (* 18. Februar 1806 in Lessigen bei Frankenburg am Hausruck; † 31. Mai 1883 in Linz) war ein österreichischer Jurist und Politiker.

## Leben
Achleitner war Sohn eines Müllers und wurde katholisch erzogen. Zum Studium der Rechtswissenschaft ging er 1825 nach Wien. 1831 ging er zurück in seine Heimat und startete seine Richter-Laufbahn: 1831 bis 1834 war er Rechtspraktikant beim Pflegegericht in Strobl, 1834 bis 1835 Gerichtsbeamter am Patrimonialgericht in Frankenburg und Engelszell, 1835 bis 1849 Syndikus in Ried im Innkreis, 1850 bis 1854 Landesgerichtsassessor in Linz, 1854 bis 1856 Bezirksvorsteher in Frankenmarkt, 1856 bis 1863 Kreisgerichtsrat und Bezirksrichter in Wels, 1863 bis 1875 Landgerichtsrat und 1875 bis 1876 Oberlandesgerichtsrat in Linz.

## Politische Laufbahn
Vom 18. Mai 1848 bis 13. April 1849 kam Achleitner für den Wahlkreis Österreich ob der Enns und Salzburg (Ried im Innkreis) in die Frankfurter Nationalversammlung. Hier trat er der Fraktion Westendhall bei und sprach sich gegen die Wahl Friedrich Wilhelms IV. zum Kaiser der Deutschen aus.
Achleitner saß daraufhin in weiteren Parlamenten: 1848 bis 1849 Oberösterreichische Provinzialstände (Mitglied des Provisorischen Landesausschusses), 1849 bis 1861 Vereinigtes Landeskollegium von Oberösterreich und 1864 bis 1867 Oberösterreichischer Landtag.